# Десет малки негърчета (сериал)
„Десет малки негърчета“ (на английски: And Then There Were None) е британски телевизионен сериал, базиран на известния едноименен роман на Агата Кристи, с участието на Чарлс Данс, Сам Нийл, Миранда Ричардсън, Тоби Стивънс и Ноа Тейлър. Премиерата на телевизионния сериал по Би Би Си на 2015 г. Премиерата на минисериала в САЩ е на 26 декември 2015 г.

## Сюжет
Внимание:  Текстът по-долу разкрива сюжета на произведението (или части от него)!
През август 1939 г. осем души пристигат на малък изолиран остров, наричан Острова на войниците, край бреговете на Девън. Те са поканени под различни предлози от някакви си г-н и г-жа Оуен. На острова гостите са посрещнати от слуги – Томас и Етел Роджърс, но собствениците на къщата отсъстват. На вечеря гостите забелязват, че в центъра на масата има фигурки на десет войници. Освен това във всяка стая на стената виси текстът на детска рима за десет войници, които изчезват един по един. Слугата Роджърс поставя плочата на грамофона и се чува глас, който обвинява всички присъстващи в убийството. Всички гости възмутени отказват да се признаят за виновни, но по-късно се оказва, че всички обвинения са верни.
Гостите искат да избягат от острова, но разбират, че лодката вече няма да плава до там. Скоро гостите започват да умират един по един в точно съответствие с детската рима за броене. Гостите се опитват да отгатнат кой е убиецът. Става ясно, че убиецът е един от гостите. Но кой е той? Всеки ден има все по-малко „войници“, но самоличността на г-н Оуен все още не е разкрита…

## Актьорски състав
| Актьор              | Роля |
| ------------------- | --- |
| Дъглас Бут          | Антъни Джеймс Марстън – млад богат плейбой (Смазал до смърт две деца при автомобилна катастрофа)            |
| Чарлс Данс          | Лорънс Джон Уоргрейв – бивш съдия (Осъдил на смърт невинен човек)                                           |
| Мейв Дърмоди        | Вера Елизабет Клейторн – гувернантката (Заради нейни действия се удавя дете)                                |
| Бърн Горман         | Уилям Хенри Блор – полицейски сержант (Пребил до смърт затворник, който е гей)                              |
| Анна Максуел Мартин | Етел Роджърс – прислужница (Заедно със съпруга си обрекли на смърт бившата си господарка)                   |
| Сам Нийл            | Джон Гордън Макартър – генерал в оставка (Убил е офицер, любовник на жена му)                               |
| Миранда Ричардсън   | Емили Брент – офицерска вдовица (Изгонва бременната си прислужница от къщата, докарвайки я до самоубийство) |
| Тоби Стивънс        | Едуард Джордж Армстронг – доктор (Пиян оперира пациентката, в резултат на което тя умира)                   |
| Ноа Тейлър          | Томас Роджърс – прислужник (Заедно със съпругата си обрекли на смърт бившата си господарка)                 |
| Ейдън Търнър        | Филип Ломбард – капитан в оставка (Убил е 21 души в Източна Африка заради диаманти)                         |
| Харли Галахър       | Сирил Огилви Хамилтън – момче, което се удавя заради Вера Елизабет Клейторн                                 |
| Пол Чахиди          | Исак Морис – помощник на мистър У. Н. Оуен                                                                  |
| Чарли Ръсел         | Одри – секретарката на Исак Морис                                                                           |
| Кристофър Хатерал   | Фред Наракот – капитан на лодката                                                                           |
| Ричард Хензел       | звукозаписващ изпълнител                                                                                    |
| Бен Дийри           | Хенри Ричмънд – офицер, любовник на съпругата на генерал Макартър                                           |
| Марго Едуардс       | мис Брейди – стара дама, убита от семейство Роджърс                                                         |
| Роб Хийпс           | Хюго Хамилтън – любовник на Вера Елизабет Клейторн                                                          |
| Силия Хенебъри      | Лесли Макартър – съпругата на генерал Макартър                                                              |
| Том Клег            | Джеймс Ландор – млад гей, убит от Блор                                                                      |
| Дейзи Уотърстоун    | Беатрис Тейлър – прислужница на Емили Брент                                                                 |
| Джоузеф Проуен      | Едуард Ситън – невинен, осъден на смърт от съдия Лорънс Джон Уоргрейв                                       |

## „Десет малки негърчета“ в България
В България минисериалът се излъчва на 1-ви и 8-ми февруари 2019 г. по локалния Fox Crime. Войсоувър дублажът е осъществен в Андарта Студио. Екипът се състои от:
| Преводач            | Георги Михайлов                                                                |
| Редактор            | Даниела Димитрова                                                              |
| Озвучаващи артисти  | Даринка Митова Цветослава Симеонова Николай Пърлев Светломир Радев Емил Емилов |
| Тонрежисьори        | Детелина Ралчевска Галина Наумова                                              |
| Режисьор на дублажа | Кирил Бояджиев                                                                 |

## Интересни факти
- Това е първият англоезичен филм, който използва оригиналния завършек на романа и в който поради „расовата политика“ е използван „войници“ вместо „негърчета“.
- Телевизионният сериал е продуциран от Би Би Си за честване на 125-ата годишнина от рождението на Агата Кристи.
- Снимките се състоят през юли 2015 г. в Корнуол. „Къщата на острова“ е „Херфийлд Хаус“ (сграда с паметник, построена в средата на 18 век) в Хилингдън, близо до Лондон. Дизайнерът на продукцията Софи Бечър декорира къщата в стила на 30-те години на 20. век. Сцените под стълбите и в кухнята са заснети в Ротам Парк в Хъртфордшир. Железопътните сцени са заснети на железопътната линия на Южен Девън между Тотнес и Бъкфастли.
- Във филма има само седем секунди екранно време, през които всичките десет главни актьори са в една и съща стая.
- Декораторите изработват фигури на „войници“ по образа на персонажите във филма. Например „войникът“, изобразяващ госпожа Роджърс, е направен прегърбен, а „войникът“ на капитан Ломбард е направен прав и строен, като истински офицер.
- Когато секретарката на Одри изписва поканите за гостите, на бланката се вижда, че къщата на Острова на войниците се нарича „Индийска къща“. В по-ранна версия на романа островът е наречен Индийски, а в стихотворението се споменават десет малки индианци.
- „Десет малки негърчета“ е първият роман на Агата Кристи, прочетен от сценаристката Сара Фелпс. Тя признава, че никога не е чела нито една от историите на Агата Кристи и никога не е гледала филми по произведения на писателката.